# ناحیه دوول
استان دِوول (به آلبانیایی: Rrethi i Devollit) نام یکی از استان‌های سی‌وشش‌گانه کشور آلبانی است.
جمعیت آن ۳۳٬۷۸۵ نفر و مرکز آن شهر بیلیشت است.